# Henryk Karliński

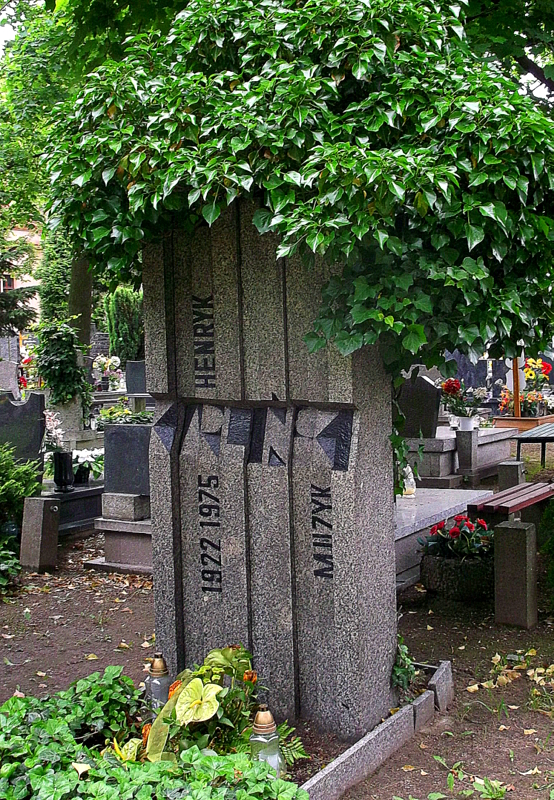
Grób Henryka Karlińskiego na cmentarzu komunalnym w Legnicy

Henryk Karliński (ur. 10 lutego 1922 w Częstochowie, zm. 5 grudnia 1975 w Legnicy) – polski dyrygent, animator kultury, pedagog, działacz teatralny, założyciel i wieloletni kierownik istniejącego do dziś legnickiego chóru Madrygał, pomysłodawca ogólnopolskiego Festiwalu Chóralnego „Legnica Cantat”.

## Życiorys

### Dzieciństwo i młodość
Henryk Karliński urodził się 10 lutego 1922 r. w Częstochowie jako syn Antoniego i Feliksy Karlińskich (z domu Szymala). Po śmierci rodziców (brak informacji o okolicznościach tej tragedii) opiekę nad nim przejął stryj. Obaj w 1934 r. wyjechali do Francji. Rozpoczętą w Polsce edukację kontynuował nad Sekwaną, gdzie ukończył liceum pedagogiczne, a następnie rozpoczął naukę w Académie de Grenoble. W 1941 uzyskał w niej dyplom uprawniający go do nauczania w szkołach powszechnych. Miał też rozpocząć naukę w konserwatorium muzycznym w Tuluzie.
Jego dalsze wojenne losy pozostają nieznane – wiele informacji na ten temat jest ze sobą sprzecznych. On sam twierdził, że pod koniec wojny został zesłany do jednego z dolnośląskich obozów jenieckich.
Po zakończeniu wojny Karliński znalazł zatrudnienie u częstochowskich braci szkolnych (lasalianie), z którymi w lipcu 1945 r. przybył do Dusznik Zdroju. Lasalianie w gmachu przy ul. Wojska Polskiego otworzyli dom dziecka i szkołę powszechną pod nazwą „Orlęta. Zakład Braci Szkolnych”. Pracował tam jako wychowawca i pedagog, specjalizujący się w języku francuskim i rysunku.

### Legnicka oświata i pierwsze sukcesy
Po zamknięciu placówki lasalian w 1949 trafił do Legnicy, gdzie otrzymał pracę wychowawcy w Państwowym Domu Dziecka przy ul. Dworcowej. Jeszcze w tym samym roku znalazł zatrudnienie w Szkole Podstawowej nr 1 w Legnicy, gdzie w roku szkolnym 1949/1950 był nauczycielem śpiewu, a także opiekunem chóru i teatru szkolnego – założony przez niego zespół uważany jest za początek historii legnickiego chóru Madrygał.
W latach 1950–1952 pracował w Szkole Podstawowej nr 5 w Legnicy, a w roku szkolnym 1952/1953 w Szkole Podstawowej nr 4 w Legnicy. Oprócz zajęć artystycznych uczył w nich takich przedmiotów, jak matematyka, geografia czy wychowanie fizyczne. W 1952 r. równolegle podjął też pracę kierownika świetlicy w Zasadniczej Szkole Zawodowej w Legnicy (ZSZ). Rok później zrezygnował z pełnoetatowej pracy w oświacie na rzecz zajęć świetlicowych (szkolne chóry, zespoły teatralne). Do końca roku szkolnego 1953/1954 pracował w takim charakterze w ZSZ i Technikum Energetycznym. W latach 1953–1956 był kierownikiem świetlicy w Technikum Samochodowym. Od 1954 r. był związany z Technikum Handlowym w Legnicy, a od 1956 r. z Technikum Rachunkowości Ministerstwa Finansów w Legnicy (dzisiaj Zespół Szkół Ekonomicznych w Legnicy). Pracę w oświacie zakończył z końcem sierpnia 1957 r.
Do największych osiągnięć artystycznych z tego okresu należą:
- 1953 r. – chór ZSZ/Technikum Energetycznego zajmuje drugie miejsce na eliminacjach centralnych w Warszawie[6];
- 1953 r. – zespół teatralny Technikum Energetycznego zdobywa I miejsce na eliminacjach wojewódzkich we Wrocławiu[7];
- 1955 r. – chór i orkiestra Technikum Samochodowego i Technikum Handlowego w Legnicy zwycięża w eliminacjach zespołów tanecznych, chóralnych i instrumentalnych szkół zawodowych (kategoria „zespoły chóralne")[8].

W pierwszej połowie lat 50. miały również miejsce pierwsze występy chóru Karlińskiego w studiu Polskiego Radia we Wrocławiu.

### Działacz kultury
W drugiej połowie lat 50. Karliński został pracownikiem Miejskiego Domu Kultury w Legnicy (MDK), przemianowanego na początku lat 60. na Legnicki Dom Kultury (LDK), a od 1975 r. na Wojewódzki Dom Kultury (WDK). To z tą placówką związał resztę kariery zawodowej, gdzie pracował jako instruktor muzyczny i teatralny, a także jako instruktor w tamtejszej poradni metodycznej. W 1964 r. ukończył też Studium Teatralne w Krakowie. W styczniu 1975 r. objął stanowisko kierownika działu artystycznego.
Początkowo większość jego uwagi pochłaniał Teatr Młodego Widza (później Teatr Poezji LDK), zespół, który Karliński założył na początku 1956 r. jeszcze jako pracownik Technikum Handlowego (pierwsza nazwa: Teatr Rapsodyczny w Legnicy). Wystawiane przez niego przedstawienia jak np. „Dwie blizny” (grudzień 1956 r.), „Legnicka królewna” (lipiec 1957 r.) czy „Markiz de Carabas” (listopad 1957 r.) cieszyły się dużą popularnością i uznaniem ze strony lokalnych władz. Pod koniec lat 50. szczególnie głośno było o organizowanych przez niego balach maskowo-kostiumowych, jak „Noc w Seraju” (luty 1958 r.) i „Sylwester u Piastów Legnickich” (grudzień 1958 r.). Wśród innych ważnych przedstawień trupy Teatru Młodego Widza można także wymienić np. „A jednak szata zdobi człowieka” (czerwiec 1960 r.), czy „Surum” (czerwiec 1961 r.). Był też doceniany poza Legnicą – w 1963 r. przygotowana przez jego zespół sztuka „Orfeusz i Eurydyka”  zajęła drugie miejsce podczas Wojewódzkiego Przeglądu Amatorskich Teatrów Poezji.
W ramach obowiązków służbowych zajmował się również tzw. estradą MDK (później LDK), odpowiadając za wiele imprez o charakterze kulturalno-rozrywkowym. Prowadził też dwa zespoły muzyczne, w tym jazzowy Beginners.
W połowie lat 60. Karliński oddalił się od teatru i skoncentrował uwagę na muzyce chóralnej, reaktywując swój zespół, którzy przyjął nazwę Madrygał. Prowadzony przez niego chór szybko stał się wizytówką miasta, regularnie uświetniał organizowane w Legnicy uroczystości, obchody rocznic, święta etc. Na przełomie lat 60. i 70 Madrygał koncertował już w całym kraju, dając nawet kilkadziesiąt występów rocznie. Chór też kilkadziesiąt razy koncertował w Polskim Radiu, a także brał udział w programach telewizyjnych. Wśród jego najważniejszych nagród można wymienić: Nagroda Ministerstwa Kultury i Sztuki, Nagroda Centralnego Urzędu Szkolenia Zawodowego, czy Srebrny Laur 2-lecia PRL oraz liczne nagrody przyznane przez władze Legnicy oraz władze wojewódzkie. Madrygał występował także za granicą: w NRD (Eisleben, Bautzen, Drezno, Lipsk), Czechosłowacji (Hradec Kralove, Praga) i Francji (m.in. Europa Cantat 1975), nawiązując współpracę z tamtejszymi środowiskami chóralnymi.
Dobierając repertuar Karliński chętnie czerpał z polskich, ale i europejskich tradycji muzycznych, w czym pomagała mu biegła znajomość kilku języków. Był to ważny wyróżnik legnickiego chóru na tle innych tego typu zespołów, który wraz z wysokim profesjonalizmem oraz dbałością o każdy detal stał się znakiem firmowym Madrygału. W czerwcu 1975 r. o chór i jego dyrygenta chwalono na łamach "Trybuny Ludu", gdzie omawiano ich występ w ramach "Panoramy XXX-lecia".

### Legnica Cantat
W 1967 r. Karlińskiemu udało się urzeczywistnić następny ambitny pomysł – turniej chórów. Tworząc koncepcję tego przedsięwzięcia odwołał się do wielowiekowych tradycji muzycznych miasta oraz osoby Jerzego Libana, którego imieniem nazwano główną nagrodę turnieju – Lutnię im. Jerzego Libana. Pierwsza edycja imprezy, pod nazwą Dolnośląskie Święto Pieśni, odbyła się w czerwcu 1967 r. w ramach  Dni Legnicy. Karliński jako członek komitetu organizacyjnego brał udział w przygotowaniach do każdej kolejnej, prowadził korespondencję z chórami, a później, już jako kierownik biura imprezy, dbał o jej jak najsprawniejszy przebieg. Pełniąc tę funkcję po raz kolejny wykazywał się kreatywnym podejściem, pomysłowością, podejmował atrakcyjne formy promocji imprezy. Dość szybko przerodziła się ona w ogólnopolskie przedsięwzięcie, w którym udział brali również goście zza granicy. Wizytówką Legnica Cantat stały się imprezy towarzyszące (wystawy, seminaria dla dyrygentów, wydawnictwa z serii „Biblioteczka Chórmistrza”, koncerty plenerowe, wycieczki etc.).
Legnicki chór oraz jego dyrygent regularnie brali też udział w kolejnych turniejach. Zwieńczeniem ich wieloletnich wysiłków było zwycięstwo w Legnica Cantat 8 w 1975 r.

### Śmierć
Henryk Karliński, od wielu lat zmagający się z problemami sercowymi, zmarł nagle 5 grudnia 1975 r. w swoim mieszkaniu przy ul. Kazimierza Wielkiego w Legnicy. 9 grudnia 1975 r. został pochowany na  cmentarzu komunalnym w Legnicy (ul. Wrocławska).

### Życie prywatne
W 1950 r. poślubił Aleksandrę Ryniewicz (1927–1993), a w grudniu tego samego roku urodził się ich syn Jerzy (1950–2007).

## Nagrody i odznaczenia
- 1966 r. – Nagroda Miasta Legnicy[29];
- 1969 r. – dyplom uznania za całokształt działalności kulturalno-oświatowej w XXV-leciu PRL;
- 1970 r. – Nagroda Ministra Kultury i Sztuki za krzewienie muzyki i wybitne osiągnięcia artystyczne chóru Madrygał LDK[30].

## Upamiętnienie
- W 1976 r. rzeźbiarz Zbigniew Frączkiewicz stworzył dwie prace poświęcone osobie Henryka Karlińskiego: „Karliński I” to praca w formie płyty, a „Karliński II” to żeliwna rzeźba. Losy pierwszej z nich nie są dzisiaj znane, natomiast rzeźba „Karliński II” znajduje się od 1992 r. w zbiorach Muzeum Miedzi w Legnicy[31].
- W latach 1983–1991 Henryk Karliński był patronem Wojewódzkiego Domu Kultury w Legnicy. Uroczyste nadanie imienia tej instytucji odbyło się w trakcie Ogólnopolskiego Turnieju Chórów Legnica Cantat 15 (25–29.05.1983 r.)[32].
- W 1993 r. został patronem Legnickiego Centrum Kultury[33],  placówki odwołującej się do tradycji WDK, w którym Karliński tworzył i pracował.
- W grudniu 1993 r. w holu Akademii Rycerskiej w Legnicy została odsłonięta pamiątkowa tablica poświęcona Henrykowi Karlińskiemu[34].
- W 2005 r.  jego imię otrzymała jedna z legnickich ulic[35][36].
- W 2014 r. Teatr im. Heleny Modrzejewskiej w Legnicy wystawił spektakl pt. "Człowiek na moście", inspirowany postacią Henryka Karlińskiego (scenariusz: Robert Urbański, reżyseria: Jacek Głomb)[37].
- W 2016 r. Rada Miejska Legnicy nadała Karlińskiemu pośmiertnie tytuł Honorowego Obywatela Miasta Legnicy[38].
- W 2019 r. Muzeum Miedzi w Legnicy przy współpracy z Legnickim Centrum Kultury przygotowało wystawę czasową pt. "Pół wieku Cantatu. Wystawa jubileuszowa" (18.05–31.08.2019 r.). Sporą część ekspozycji poświęcono Henrykowi Karlińskiemu, jego życiu i działalności w Legnicy[39].
- W ostatnich latach powstała też idea postawienia pomnika Henrykowi Karlińskiemu. Pierwotnie miała to być to tzw. ławeczka[40], natomiast w ramach Legnickiego Budżetu Obywatelskiego 2022 zgłoszono projekt rzeźby o nazwie Dyrygent, którego autorem jest Grzegorz Niemyjski[41]. Żadnego z pomysłów nie udało się dotychczas zrealizować.
- Każdego roku chór Madrygał organizuje koncert pamięci Henryka Karlińskiego. Tradycyjnie odbywa się on w pobliżu 5 grudnia, czyli daty śmierci działacza[42][43].